# زیردریایی یو-۶۱۳
زیردریایی یو-۶۱۳ (به انگلیسی: German submarine U-613) یک زیردریایی است که طول آن ۶۷٫۱ متر (۲۲۰ فوت ۲ اینچ) می‌باشد. این زیردریایی در سال ۱۹۴۲ ساخته شد.